# Servier
Pour les articles homonymes, voir Servier (homonymie).
Pour l’article ayant un titre homophone, voir Cervier.
Servier est un groupe pharmaceutique mondial dont le siège social est situé à Suresnes (France). Fondée en 1954, elle est présente dans près de 140 pays et compte près de plus de 22 000 salariés.
Juridiquement, le groupe Servier est gouverné par une fondation de droit néerlandais, la FIRS (Fondation internationale de recherche Servier), sans capital et à but non lucratif. Elle a le pouvoir de nommer ou de révoquer les dirigeants du groupe.
La croissance du groupe repose sur la recherche constante d’innovation dans 4 domaines (oncologie, neurologie, cardio-métabolisme et maladies veineuses) et sur la production de médicaments génériques. Servier propose également des solutions de e-santé allant au-delà du développement de médicaments.
Le groupe a été mis en cause dans plusieurs affaires, dont la plus connue est celle du Mediator.

## Histoire
Le laboratoire a été créé en 1954 à Orléans par Jacques Servier et neuf autres personnes, par rachat d'une entreprise de fabrication de sirop. Un an plus tard, l'entreprise lance ses deux premiers produits, un anti-hypertenseur et un antidiabétique. La croissance se fait au fil des années par la recherche.
Dans les années 1960, les laboratoires mettent sur le marché deux nouvelles molécules, la fenfluramine (Pondéral et Isoméride) et le benfluorex (Mediator).
En 1973, ils lancent un médicament contre la toux à base de fenspiride. En 1974, ils obtiennent l'autorisation de mettre le Mediator sur le marché,. En 1978, ils lancent sous le nom de Survector l'amineptine, un antidépresseur qui sera retiré du marché français en janvier 1999 en raison d'un risque d'hépatotoxicité et de pharmacodépendance.
En 1989, leur centre de recherche et développement compte 1 000 chercheurs.
En 2005, Servier présente un médicament antiangoreux à base d'ivabradine, Procoralan. En 2007, le médicament antihypertenseur Coversyl (perindopril) compte parmi les médicaments les plus vendus en France.
En septembre 2013, Servier annonce le rachat des 49 % d'Egis, une entreprise hongroise. Servier possédait déjà 51 % d'Egis depuis 1995.
En novembre 2015, Servier annonce une réorganisation qui va se traduire par la suppression nette de 610 emplois sur 690 dans ses activités de marketing médical en France. Cette réorganisation devrait se mettre en place au second semestre 2016. En 2016, lancement de WeHealth by Servier, la branche du groupe Servier spécialisée dans la e-santé.
En avril 2018, Servier acquiert les activités oncologiques de Shire pour 2,4 milliards de dollars. En novembre 2018 : lancement du projet d'unité de production de bio-médicaments dans le Loiret.
En décembre 2020, Servier annonce l'acquisition des activités d'oncologie d'Agios Pharmaceuticals pour 2 milliards de dollars.
En novembre 2024, Servier a inauguré, à Gidy (Loiret) sa première unité destinée à la production de  biomédicaments. Avec cet investissement de 86 millions d’euros, cette unité permettra de produire en France des principes actifs issus de cellules vivantes, destinés à ses études précliniques et cliniques ainsi que des produits finis stériles et injectables.

## Activité
Plus d'un milliard de boîtes de médicaments ont été produites en 2017. Le chiffre d'affaires consolidé pour l'exercice 2023/2024 est de 5,9 milliards d'euros. Le groupe emploie plus de 22 000 salariés dans le monde. Il compte 2 800 salariés dans le secteur Recherche et Développement ,. Il dispose de  6 centres de recherche 3 en France dont celui de Paris-Saclay, 1 au Danemark, 1 en Hongrie et 1 aux États-Unis, ainsi que de 15 centres internationaux de recherche thérapeutique.
Le groupe est présent dans près de 140 pays et plus de 90% de la consommation des médicaments Servier est faite à l'international.

### Médicaments
Les médicaments Servier en France sont[Quand ?] :
Arcalion (sulbutiamine), Artex (tertatotolol chlorhydrate), Bipreterax (indapamide, périndopril arginine), Cosimprel (bisoprolol hémifumarate, périndopril arginine), Coveram (amlodipine bésilate, périndopril arginine), Coversyl (périndopril arginine), Daflon (fraction flavonoïque purifiée micronisée), Diamicron (gliclazide), Fludex (indapamide), Hyperium (rilménidine phosphate), Lonsurf (trifluridine, tipiracil chlorhydrate), Muphoran (fotémustine), Natrixam (amlodipine bésilate, indapamide), Pixuvri (pixantrone dimaléate), Preterax (indapamide, périndopril arginine), Preterval (indapamide, périndopril arginine), Procoralan (ivabradine chlorhydrate), Stablon (tianeptine sodique), Triplixam (amlodipine bésilate, indapamide, périndopril arginine), Trivastal (piribédil), Valdoxan (agomélatine), Vastarel (trimétazidine dichlorhydrate), Vectarion (almitrine dimésilate).

#### Locabiotal
En 2005, l'Agence française de sécurité sanitaire des produits de santé (Afssaps) a achevé la réévaluation des médicaments contenant des antibiotiques et administrés par le nez, la gorge ou en bains de bouche. Cette expertise a conclu à l'inefficacité de l'antibiothérapie locale (pulvérisations, pastilles, gommes ou comprimés à sucer, et solutions pour bain de bouche) dans le traitement des rhinopharyngites, des angines, des infections buccales ou la prévention de leurs complications. De plus, l'utilisation inadaptée d'antibiotiques favorise l'apparition de bactéries résistantes. Ainsi, compte tenu de l'absence d'intérêt thérapeutique et du risque que représente l'émergence de souches bactériennes résistantes aux antibiotiques, l'Afssaps a considéré que ces médicaments (dont le Locabiotal avec fusafungine) ne devaient pas être maintenus sur le marché. Elle a demandé aux laboratoires concernés d'organiser l'arrêt de commercialisation de ces médicaments.
Les laboratoires Servier ont alors commercialisé un Locabiotal sans fusafungine, le Locabiotal 0,25 %, solution pour pulvérisation nasale ou buccale (huile essentielle de menthe poivrée en France).
Lorsqu’en 2016 le Locabiotal avec fusafungine a été retiré du marché dans les autres pays hors France, les laboratoires Servier (pour éviter toute confusion liée à son nom de marque) ont procédé, en accord avec l’ANSM, à l’arrêt de la distribution du Locabiotal 0.25% solution pour pulvérisation nasale ou buccale (huile essentielle de menthe poivrée), qui était uniquement commercialisé en France.

#### Vectarion
En avril 2013, l'Agence nationale de sécurité du médicament et des produits de santé (ANSM), en France, considère que « l'efficacité des médicaments contenant de l'almitrine s’avère insuffisante alors que persistent des préoccupations en matière de sécurité d’emploi (principalement neuropathies périphériques et perte de poids). » En attendant la décision du « Groupe de coordination pour la reconnaissance mutuelle et les procédures décentralisées - médicaments à usage humain » (CMDh), l'ANSM recommande aux prescripteurs de ne plus initier de traitement par almitrine. Le 24 juillet 2013, l'interdiction est effective.

### Recherche et développement
Le groupe dépense chaque année près de 25 % de son chiffre d'affaires en recherche et développement. 49 médicaments ont été enregistrés en 30 ans, tous issus de ses laboratoires de recherche et développement ou de partenariats. Il est un des tout premiers partenaires privés de l’INSERM et un partenaire privilégié du CNRS.
De nombreux partenariats de recherche et de développement ont été conclus avec des institutions de recherche publiques ou privées. En 2013, on recense notamment des accords de collaboration avec miRagen Therapeutics, avec AMGEN et avec Xention.
En juin 2021, Servier s'associe également à BioLabs pour ouvrir et gérer un futur incubateur à Paris-Saclay en 2023,.
Il est également représenté dans le domaine des génériques par sa filiale Biogaran.

#### Axes de recherche[35]
- Cardio-Métabolisme et Maladies veineuses
- Neurologie
- Cancers

## Organisation

### Dirigeant
Jacques Servier est resté à la tête de l'entreprise jusqu'à son décès, en 2014. Sa fortune est estimée à 3,8 milliards € en 2009 (9e fortune de France).
Fin avril 2014, Olivier Laureau, responsable de la direction financière du groupe, est nommé président de la fondation et du groupe Servier.

### Fondation internationale de recherche Servier
Jacques Servier avait créé une fondation de droit néerlandais à laquelle il a transféré le capital de sa société pour garantir son indépendance future.
Elle porte le nom de Fondation internationale de recherche Servier (Firs) et a pour président Olivier Laureau, nommé à ce poste après le décès de Jacques Servier.
Cette structure juridique originale avait été constituée à la fin des années 1990 pour permettre la pérennité du groupe et son indépendance, ce qui impliquait de dissocier la gouvernance, c'est-à-dire le pouvoir, du capital.
Sans but lucratif, la FIRS (Fondation Internationale de Recherche Servier) n'a pas de capital et est donc incessible. Elle a pour mission d'assurer à la fois la gouvernance et le pouvoir sur le capital, la société holding du groupe, Servier SAS, qui détient à 100% les sociétés du groupe. La holding est détenue par trois associations et par des sociétés en auto-contrôle et n'a aucune personne physique dans son capital.
La fondation est dirigée par un comité exécutif, présidé par Olivier Laureau, et qui comprend des personnes choisies par M. Servier. Ce comité exécutif est assisté par un conseil de fondation, qui donne un avis sur la politique de développement du groupe, et un conseil de surveillance.
Le conseil de fondation et le comité exécutif se réunissent tous les cinq ans pour renouveler le comité exécutif. Cette structure a été mise en place juste après le décès de J. Servier.

## Affaires judiciaires et controverses

### Mediator
Plusieurs dossiers sont en justice pour le Mediator (benfluorex). Le Mediator a été commercialisé en France par les laboratoires Servier dès 1976. En 1974, ils obtiennent l'autorisation de mettre le Mediator sur le marché jusqu'en novembre 2009, date à laquelle il a été interdit. Réservé à l'origine aux diabétiques en surcharge pondérale, il a été ensuite prescrit aux patients désireux de perdre du poids. Il aurait causé en France entre 500 et 2 000 décès selon une étude faite par des épidémiologistes mandatés par l'Agence nationale de sécurité du médicament et des produits de santé, et de 3 500 hospitalisations. Selon une lettre publiée par le Figaro,,, l'Agence du médicament avait été prévenue par des médecins, professeurs de la Caisse d'assurance maladie dès le 21 septembre 1998 sur le risque lié à l'utilisation non contrôlée de ce médicament, alors que des médicaments au principe actif chimiquement voisin faisaient l'objet de restrictions dans leur prescription. Les mêmes effets indésirables avaient déjà conduit au retrait de la fenfluramine et de la dexfenfluramine, puisqu'après la prise de dexfenfluramine (Isoméride), de fenfluramine (Pondéral) ou de benfluorex (Mediator), chacune de ces molécules est métabolisée en un produit cardiotoxique, la norfenfluramine, et ce à des concentrations similaires.
De leur côté, les laboratoires Servier se disent victimes d'une « manipulation » et s'étonnent qu'aucune observation n'ait jamais été formulée concernant le Mediator depuis sa mise sur le marché. En définitive, c'est une affaire qui met en évidence des conflits d'intérêts patents entre l'industrie pharmaceutique, qui commercialise les produits, le monde médical, chargé de les tester puis de les prescrire, et, dans une certaine mesure, le monde politique, qui légifère dans ce domaine. Le procès du Mediator est donc celui de la tromperie d'un laboratoire, mais aussi celui des conflits d’intérêts latents entre le secteur économique privé et le secteur public. Lorsque Irène Frachon publie son livre Mediator : combien de morts ? en juin 2010, les laboratoires Servier obtiennent la censure de « combien de morts ? », décision annulée en janvier 2011. D'après Le Monde, en 2016 Jacques Servier reconnaît seulement trois décès imputables au médicament.
Le ministère de la Santé français indique que le Mediator a provoqué la mort d'au moins 500 personnes. Le maintien du Mediator sur le marché aurait été possible principalement en raison des pratiques de corruption à grande échelle pratiquées par les groupes pharmaceutiques et par la collusion avec certaines des plus hautes autorités du système de santé français. Jacques Servier entretenait de nombreuses relations, et avait notamment confié la défense de ses intérêts au cabinet d'avocats dont Nicolas Sarkozy était l'un des associés.
Le 22 octobre 2015, le laboratoire est condamné pour la première fois au civil dans cette affaire. En 2020, les caisses d'assurance maladie exigent le remboursement de 450 millions d'euros.
Le procès terminé en juin 2020, la décision des juges sur la responsabilité des prévenus, ainsi que sur les demandes d'indemnisation des victimes et des organismes de protection sociale, est rendue en 2021,. Le 29 mars 2021, les laboratoires Servier sont condamnés à 2,7 millions d'euros d'amende, et l'Agence du médicament (ANSM) à 303 000 euros d'amende, pour « tromperie aggravée » et « homicides et blessures involontaires ».
Le parquet de Paris fait appel de la relaxe partielle des laboratoires Servier (« obtention indue d’autorisation de mise sur le marché » et d’« escroquerie »)
.Les laboratoires Servier font appel de leur condamnation.
Une instruction pour « homicides et blessures involontaires » est toujours en cours et devrait donner lieu à un second procès.
Condamné en appel en décembre 2023 à une amende plus lourde (8,75 millions €), les laboratoires Servier sont également condamnés pour escroquerie, alors qu'ils avaient eu une relaxe en première instance. Pour les faits d'escroquerie, les laboratoires Servier devront rembourser aux organismes sociaux et mutuelles 415 millions d'euros,.

### Isoméride
L'Isoméride (dexfenfluramine, vendue aux États-Unis sous le nom de Redux) était un médicament coupe-faim qui fut pris par plus de 7 millions de Français entre 1985 et 1997. Dans les années 1980, de nombreux médecins, experts et scientifiques le soupçonnèrent d'entraîner des complications pulmonaires graves, en particulier de l'hypertension artérielle pulmonaire, affection souvent mortelle. L'A.M.M. de l'Isoméride sera suspendue en France le 17 septembre 1997.
En 2010, les laboratoires Servier ont été condamnés par le tribunal de Nanterre à verser 210 000 € de dommages et intérêts à une patiente qui, traitée par ce médicament, se plaignait de graves problèmes cardiaques.

### Coversyl – Perindopril
En juillet 2014, la Commission européenne a prononcé des amendes d’un total de 427.7 millions d’euros à l'encontre du groupe Servier et de cinq génériqueurs pour abus de position dominante et entente afin de retarder l’entrée en Europe de génériques du Périndopril, l’antihypertenseur du groupe français. Servier et sa filiale spécialisée dans les génériques Biogaran ont été condamnés à payer une amende de 331 millions d’euros. En septembre 2014, le tribunal de l’UE a été saisi par Servier d’un recours en annulation de la décision de la Commission.
Le 12 décembre 2018, le même tribunal a rendu un arrêt par lequel il a réduit à 102.7 millions d’euros l’amende de Servier/Biogaran. Par ailleurs, tout en confirmant l’objet anti-concurrentiel de quatre des cinq accords conclus par Servier, il a aussi conclu à l’absence d’abus de position dominante de la part du groupe français.

### Discrimination à l'embauche
Les méthodes de recrutement de Servier ont fait l'objet d'une enquête de la CNIL, laquelle a relevé le fichage d'informations sur les opinions politiques et l'orientation sexuelle de candidats à l'embauche,. Ce fichage d'environ 50 000 candidats, établi à partir de 1981 et jusqu'en 2000 au moins, a permis à Servier de cibler en particulier les personnes juives, noires, communistes, socialistes ou homosexuelles. La CNIL a dénoncé les faits au parquet de Nanterre, lequel a classé le dossier sans suite.

### Expérimentation animale
One Voice, association française militant pour le bien-être animal, a organisé en 2006 une manifestation contre l’augmentation du nombre de chiens dans le laboratoire du centre de toxicologie « Biologie Servier » après que le laboratoire eut déposé un projet dans ce but - à contre-courant de l'engagement de l'Europe à diminuer le nombre d’expériences sur les chiens et les chats et au développement des méthodes substitutives.

### Pollution de l'eau
L'usine du groupe Servier ORIL située à Bolbec, en Seine-Maritime, a été en 2012, selon le ministère de l'Écologie, à l'origine d'une pollution de l'eau du robinet par la N-Nitrosomorpholine, substance classée « cancérogène probable » par le CIRC. La molécule a été détectée sur le captage de Gruchet-le-Valasse, alimenté par la rivière le Commerce.

### Subventions de l'État
En 2022, l'État devait subventionner de 800 000 euros la production en France de cinq médicaments de Servier présentés comme stratégiques mais dont deux sont jugés par la Haute autorité de santé (HAS) inefficaces voire dangereux : Triplixam, Vastarel. Face aux critiques, la subvention a été annulée.

### Livre
- Irène Frachon, Mediator 150 mg : combien de morts ?, Editions-Dialogue, juin 2010

### Film
- Emmanuelle Bercot, La Fille de Brest, 2016.